# ブレット・ホルマン
ブレット・トレヴァー・ホルマン（Brett Trevor Holman, 1984年3月27日 - ）は、オーストラリア・ニューサウスウェールズ州バンクスタウン出身の元同国代表サッカー選手。現役時代のポジションはMF。

## 来歴
オーストラリアのパラマタ・パワーSCでプロキャリアをスタートさせ、2002年にオランダのフェイエノールトに移籍した。SBVエクセルシオールに2006年まで期限付き移籍し、その後NECナイメヘンでプレーした。2008年の夏、AZアルクマールに移籍。11月1日、SCヘーレンフェーン戦で移籍初ゴールを決めた。
2012年3月13日、イングランド・プレミアリーグのアストン・ヴィラFCが獲得を合意し、シーズン終了後に加入することが決定した。
2013年6月20日、UAEリーグのアル・ナスルSCへの移籍が発表された。
2016-17シーズンよりブリスベン・ロアーFCに移籍し母国に復帰。背番号10を背負うことが決定した。
2010 FIFAワールドカップではグループリーグ第2戦のガーナ戦で先制点を挙げ、第3戦のセルビア戦でも得点を挙げた。

## 所属クラブ
- パラマタ・パワーSC 2001-2002
- フェイエノールト 2002-2006

→  SBVエクセルシオール 2002-2006 (loan)
- NECナイメヘン 2006-2008
- AZアルクマール 2008-2012
- アストン・ヴィラFC 2012-2013
- アル・ナスルSC 2013-2015
- エミレーツ・クラブ 2015-2016
- ブリスベン・ロアーFC 2016-2019

## 代表歴

### 出場大会
- オーストラリア代表
  - 2010 FIFAワールドカップ

### 試合数
- 国際Aマッチ 63試合 9得点（2006年-2013年）[3]

| オーストラリア代表 | 国際Aマッチ | 国際Aマッチ |
| 年                 | 出場        | 得点        |
| ------------------ | ----------- | ----------- |
| 2006               | 3           | 0           |
| 2007               | 8           | 1           |
| 2008               | 10          | 0           |
| 2009               | 8           | 0           |
| 2010               | 9           | 4           |
| 2011               | 15          | 3           |
| 2012               | 4           | 0           |
| 2013               | 6           | 1           |
| 通算               | 63          | 9           |

## タイトル

### クラブ
AZ
- エールディヴィジ : 2008-09
- ヨハン・クライフ・スハール : 2009

アル・ナスル
- アラビアン・ガルフ・カップ（英語版） : 2014-15
- UAEプレジデントカップ : 2014-15

### 代表
オーストラリア U-17
- OFC U-17選手権 : 2001

### 個人
- FFA年間最優秀男子サッカー選手（英語版） : 2012